# 仮屋未来
仮屋 未来（かりや みく、1997年8月9日 - ）は、岩手朝日テレビのアナウンサー。

## 人物
東京都大田区出身。
千葉大学教育学部養護教諭養成課程卒業。2018年度ミス千葉大学グランプリ。
趣味は、料理、ショッピング。特技は、バトントワリング、チアリーディング。

## 略歴
- 2020年4月-2022年3月 宮崎放送リポーター。
- 2022年4月 岩手朝日テレビ入社。

## 担当番組
- Go!Go!いわて （中継リポーター、2022年4月2日 - ）
- KICK OFF! IWATE - MC
- スーパーJチャンネルいわて‐キャスター